# Monastère de Maromby
Le monastère de Maromby (en malgache Monastera Masina Maria) est un prieuré majeur de moines cisterciens-trappistes situé dans le fokontany (village) de Maromby, dans la partie nord de la ville de Fianarantsoa, à Madagascar. Fondé en 1958 par l'abbaye du Mont des Cats, il compte une trentaine de moines.

## Histoire

### Fondation
Des demandes de fondation cistercienne à Madagascar commencent à être effectuées auprès des abbés français, plus particulièrement celui du Mont des Cats, dès le début du XXe siècle. En 1913, un terrain de quatre cents hectares est même offert à cette fin ; mais le déclenchement de la première Guerre mondiale met fin au projet, et la nécessité de reconstruction de l'abbaye flamande après les destructions de l'occupation allemande empêche la réalisation d'un projet extérieur de cette ampleur. Le même terrain est à nouveau proposé en 1939, et à nouveau la guerre empêche la concrétisation du projet. Après 1945, la priorité de l'abbé du Mont des Cats va d'abord à la reconstruction de Belval.
L'évêque de Fianarantsoa, Mgr Xavier Thoyer, invite à la fin des années 1950 les cisterciens à fonder dans son diocèse. Le 10 novembre 1957, l'abbé du mont des Cats Achille Nivesse annonce à sa communauté qu'une fondation sera entreprise à Madagascar. Le 10 janvier 1958, accompagné des frères Firmin Deboes et Guillaume (en religion Yves), il arrive à Madagascar. Une propriété de 110 hectares est achetée en ce but à la Compagnie de Jésus à Fianarantsoa. Après un séjour de deux mois, le premier retourne en France, laissant aux autres la tâche de commencer l'édification d'un bâtiment pouvant recevoir une première arrivée de moines,.
Le site retenu parmi la demi-douzaine visitée, celui de Maromby, était favorable car doté de sources d'eau et boisé, sans compter une petite mare facile à endiguer pour être agrandie ; le site était également planté en vigne sur un hectare et demi. Maromby signifie en malgache « le pays où il y a beaucoup de bœufs ». Les bâtiments préétablis sur le site permettaient l'accueil provisoire de sept ou huit religieux.
Les deux frères trappistes travaillent durant environ deux mois pour construire des bâtiments provisoires : une chapelle, un réfectoire, un scriptorium et un dortoir, tout en logeant chez les Jésuites. À partir du 20 avril 1958, ils continuent les travaux en logeant et en célébrant l'eucharistie sur place. Le 6 juin de la même année arrivent de France les frères Gérard et André-Louis, et, dès le 13, le premier postulant se présente. Le 24 octobre suivant arrivent encore quatre frères du Mont-des-Cats, restés en France pour prendre des cours de malgache.

### Développement
En 1960, le père Jacques vient de France remplacer Firmin Deboes à la tête de la communauté. Il fait agrandir la chapelle et construire une hôtellerie comprenant huit chambres individuelles et un dortoir pour trente personnes. Un château d'eau est installé, avec une cuve de 6 000 litres soudé par un des moines. Certains départs pour des raisons de santé contraignent Firmin Deboes à reprendre la direction de la communauté en 1963. La même année, un groupe électrogène est acheté.
Le 24 octobre 1967 la fondation est érigée en prieuré autonome, avec huit moines faisant vœu de stabilité. Peu après est commencée la construction d'une troisième aile du bâtiment, comprenant un scriptorium, une salle capitulaire, une bibliothèque et, à l'étage supérieur, es chambres individuelles remplaçant le dortoir commun. Sous le gouvernement du prieur suivant, élu en 1972 puis pour trois autres mandats de six ans, l'église est agrandie, l'hôtellerie également, des vitraux sont ajoutés aux verrières de l'église, le noviciat est construit, ainsi qu'un second château d'eau,.
En 1987, un séminaire diocésain est créé à Fianarantsoa, sur une partie du domaine des cisterciens. De décembre 1995 au 16 août 1996, des trappistines venues de Campénéac résident dans l'hôtellerie le temps de la construction de leur abbaye à Ampibanjinana, distante de vingt kilomètres, puis, leur hôtellerie construite, vont résider sur place. Le 16 novembre 1997 a lieu au monastère la première ordination,.
En 2008, le monastère fête son cinquantième anniversaire. À cette occasion et pour célébrer deux ordinations sacerdotales le 19 avril, le cardinal Philippe Barbarin est invité à Maromby, ainsi que l'ancien abbé du Mont des Cats, André Louf. La communauté monastique compte à cette date trente-six moines, dont trente-cinq Malgaches. En avril 2009, deux religieux de Maromby partent fonder un monastère trappiste aux Seychelles,,.

### Liste des supérieurs
- Firmin Deboes, supérieur d'avril 1958 à mars 1960
- Jacques Rohart, supérieur de mars 1960 à 1962
- Alexandre Decabooter, supérieur de 1962 au 1er juin 1963
- Firmin Deboes, supérieur de 1963 au 24 octobre 1967 puis prieur de cette date au 24 octobre 1972
- Daniel Curely, prieur du 25 octobre 1972 au 18 décembre 1996
- Edmond Rakotovao, supérieur ad nutum à partir du 18 décembre 1996
- Alain Fauvarque, supérieur ad nutum à une période inconnue
- Marc-André Di Pea, prieur du 18 juin 1999 au 30 novembre 2002
- Jean-Chrysostome Randriamahazosoa, prieur au 30 novembre 2002 au 27 novembre 2008[2]
- Marc-André Di Pea, élu prieur en 2008[3]
- Timon Rakotofanomezana, supérieur ad nutum de 2016 à 2018
- Jean-Chrysostome Randriamahazosoa, prieur élu en 2018[2]

## Communauté
La communauté monastique vit essentiellement de l'agriculture, même si celle-ci est une activité de subsistance et non de développement économique. Les cinq à six hectares de vignes donnent environ 50 000 litres de vin par an,.
Outre la communauté vivant dans le bâtiment, le monastère est également en lien avec de nombreux laïcs cisterciens vivant à proximité. Les laïcs cisterciens liés à Maromby portent un habit religieux, mais différent de celui des moines,.